# Mount Mee
Mount Mee är ett samhälle i Australien. Det ligger i regionen Moreton Bay och delstaten Queensland, omkring 50 kilometer nordväst om delstatshuvudstaden Brisbane. Antalet invånare är 910.
Närmaste större samhälle är Caboolture, omkring 18 kilometer öster om Mount Mee. 
I omgivningarna runt Mount Mee växer huvudsakligen savannskog. Runt Mount Mee är det ganska glesbefolkat, med 38 invånare per kvadratkilometer. Genomsnittlig årsnederbörd är 1 222 millimeter. Den regnigaste månaden är januari, med i genomsnitt 252 mm nederbörd, och den torraste är september, med 30 mm nederbörd.